# Нарвская ГЭС
Нарвская ГЭС (ГЭС—13) — гидроэлектростанция, расположенная на реке Нарве в городе Ивангороде Ленинградской области (часть сооружений станции находится на территории Эстонии). Вторая по мощности (после Верхне-Свирской ГЭС) гидроэлектростанция Ленинградской области и одна из нескольких гидроэлектростанций России (помимо ГЭС Пазского каскада), расположенных на пограничной реке. Собственником Нарвской ГЭС (кроме сооружений, находящихся в Эстонии) является ПАО «ТГК-1», станция входит в состав Невского филиала компании.

## Конструкция станции
Нарвская ГЭС представляет собой низконапорную плотинно-деривационную электростанцию, при этом деривация, обходящая Нарвские водопады, создаёт бо́льшую часть напора. Деривация подводящая безнапорная, выполнена в виде канала. Установленная мощность электростанции — 124,8 МВт, проектная среднегодовая выработка электроэнергии — 640 млн кВт·ч, фактическая среднегодовая выработка 656 млн кВт·ч. При пропуске паводков мощность станции может достигать 140 МВт.
Сооружения гидроузла разделяются на головной узел, деривацию и станционный узел. Сооружения головного узла перекрывают реку Нарва, образуя Нарвское водохранилище, и обеспечивают забор воды в деривацию. Они включают в себя:.
- бетонную водосбросную плотину длиной по гребню 206 м и наибольшей высотой 9 м, с 11 пролетами, оборудованными плоскими затворами, общей пропускной способностью 2450 м³/с при НПУ и 2700 м³/с при ФПУ. Для маневрирования затворами на плотине установлены два козловых крана грузоподъёмностью по 60 тонн. Гашение энергии сбрасываемой воды происходит в водобойном колодце с двумя водобойными стенками высотой 1,6 м и 1,3 м. По гребню плотины проложен автодорожный проезд для служебного автотранспорта;
- правобережную земляную дамбу длиной 366,6 м и высотой 1—1,5 м, расположенную между водосливной плотиной и водоприёмником;
- левобережную земляную дамбу длиной 1297 м и высотой 9 м, примыкающую к водосбросной плотине;
- левобережную струенаправляющую земляную дамбу нижнего бьефа длиной 544 м, примыкающую под прямым углом к левобережной дамбе и проходящую вдоль берега отводящего русла водосбросной плотины;
- трёхпролётный водоприёмник, пропускной способностью 760 м³/с при НПУ и 900 м³/с при ФПУ. Каждый из пролётов имеет ширину 16 м, оборудован плоскими затворами. Оперирование затворами производится козловыми кранами грузоподъёмностью 60 тонн. Перед водоприёмником расположена воронка, обеспечивающая подвод воды, длиной 240 м и шириной 110—54 м. Перед воронкой находится ледозащитная стенка длиной 200,4 м, разделённая на 13 пролётов шириной по 15 м.

Деривация представлена подводящим деривационным каналом трапецеидального сечения, длиной 2137 м, шириной по дну 20 м и глубиной 9,5 м, пропускной способностью 760 м³/с при НПУ и 900 м³/с при ФПУ. Канал облицован бетоном толщиной 30 см.
Станционный узел включает в себя:.
- напорный бассейн прямоугольного сечения длиной 170 м, шириной 57,1 м, глубиной 15 м;
- здание ГЭС длиной 61,1 м, шириной 55,2 м, высотой 56 м;
- ледосброс (также выполняющий функции аварийного водосброса), примыкающий к зданию ГЭС слева, длиной 15,4 м и высотой 15,85 м. Включает в себя входной участок, регулятор с двумя отверстиями шириной по 10,8 м, быстроток, водобойную часть. Пропускная способность при НПУ — 150 м³/с, при ФПУ — 175 м³/с;
- отводящий канал, представляющий собой расчищенный и углублённый участок русла реки Нарвы длиной 1060 м и шириной по дну 55 м;
- угреход, расположенный между зданием ГЭС и ледосбросом. Предназначен для прохода молоди угря из нижнего бьефа в водохранилище. По конструкции представляет собой прямоугольный лоток, заполненный крупной галькой, по которому пропускается вода из напорного бассейна. Имеет 5 горизонтальных бассейнов для отдыха рыбы.

В здании ГЭС установлены три вертикальных гидроагрегата мощностью по 41,7 МВт, с поворотно-лопастными турбинами ПЛ 495-ВБ-660, работающими при расчётном напоре 23,5 м (по другим данным — 22,6 м). Турбины приводят в действие гидрогенераторы СНВ 1030/120-68. Турбины изготовлены Ленинградским металлическим заводом, генераторы — предприятием «Электросила». С генераторов электроэнергия на напряжении 10,5 кВ передаётся на силовые трансформаторы ТДНГ-31500/110 (3 шт.) и ТДГ-60000/110 (1 шт.), а с них на открытые распределительные устройства (ОРУ) напряжением 35 кВ и 110 кВ и далее в энергосистему по следующим линиям электропередачи:
- ВЛ-110 кВ Нарвская ГЭС — ПС Усть-Луга;
- ВЛ-110 кВ Нарвская ГЭС — Ленинградская АЭС;
- ВЛ-110 кВ Нарвская ГЭС — Ленинградская АЭС с отпайкой на ПС Фосфорит-1;
- ВЛ-110 кВ Нарвская ГЭС — ПС Фосфорит-1;
- ВЛ-35 кВ Нарвская ГЭС — ПС Кейкино.

Кроме того, с генераторного распределительного устройства по линиям электропередачи напряжением 10 кВ производится энергоснабжение г. Ивангорода.
Напорные сооружения ГЭС образуют крупное Нарвское водохранилище. Площадь водохранилища при нормальном подпорном уровне 144,1 км², длина 38 км, наибольшая ширина 18,7 м. Полная и полезная ёмкость водохранилища составляет 290,7 и 61 млн м³ соответственно, что позволяет осуществлять недельное и суточное регулирование стока. Отметка нормального подпорного уровня водохранилища составляет 25 м над уровнем моря (по Балтийской системе высот), форсированного подпорного уровня — 25,3 м, уровня мёртвого объёма — 24,55 м, уровень максимально допустимой сработки по условиям обеспечения работы водозаборов — 24,9 м. При создании водохранилища было затоплено 4030 га сельхозугодий, перенесено 742 строения.

## Экономическое значение
Нарвская ГЭС входит в Единую энергосистему России, выполняя следующие функции: генерация активной и реактивной мощности и выработка электроэнергии; участие в суточном и недельном регулировании графиков нагрузки; участие в оперативном вторичном регулировании частоты и перетоков мощности; несение резерва энергосистемы в случае аварии на Ленинградской АЭС. Нарвское водохранилище является источником водоснабжения, крупнейшие водопотребители — расположенные на территории Эстонии Балтийская ТЭС и Эстонская ТЭС. Водохранилище используется для маломерного судоходства; судопропускными сооружениями Нарвская ГЭС не оборудована.

## История строительства и эксплуатации
Энергия Нарвских водопадов использовалась для привода водяных колёс, приводящих в действие лесопилки, ещё в XVIII веке. В 1857 году на расположенном вблизи водопадов острове Кренгольм была основана Кренгольмская мануфактура, механизмы которой приводились в действие имевшими большие размеры водяными колёсами. В 1868—1884 годах вместо водяных колёс были установлены гидротурбины, что позволило увеличить мощность гидросиловой установки мануфактуры до 1200 л. с., что на тот момент являлось крупнейшим показателем в мире. Подача воды к гидросиловой установке производилась при помощи каналов, проложенных в обход водопадов. Впоследствии на мануфактуре был смонтирован небольшой гидроагрегат, а затем — малая гидроэлектростанция мощностью 3,5 МВт, разрушенная в 1944 году и восстановленная в 1951 году с увеличением мощности до 4,8 МВт.
Первый проект гидроэлектростанции на Нарве для обеспечения электроэнергией Санкт-Петербурга был предложен в 1889 году, но как и более поздние проекты 1894 и 1907 годов реализован он не был. Та же судьба постигла эстонский проект строительства станции мощностью 50 МВт, предложенный в 1922 году. В 1945 году институт Ленгидропроект разработал технико-экономический доклад по схеме гидроэнергетического использования Нарвы, а в 1950 году — создал технический проект Нарвской ГЭС. Строительство станции началось в 1950 году (по другим данным — в 1949 году), первый гидроагрегат был пущен 30 сентября 1955 года, до конца того же года были введены в эксплуатацию остальные гидроагрегаты. Строительство Нарвской ГЭС было завершено в 1956 году, акт о приёмке станции в промышленную эксплуатацию был подписан 11 декабря 1969 года.
После ввода в эксплуатацию Нарвская ГЭС вошла в состав районного энергетического управления (РЭУ) «Ленэнерго», в 1992 году преобразованного в ОАО «Ленэнерго». В ходе реформы электроэнергетики России в 2005 году Нарвская ГЭС была передана ОАО «Петербургская генерирующая компания», которая в 2006 году была присоединена к ОАО «ТГК-1». Изначально установленная мощность Нарвской ГЭС указывалась равной 125 МВт, в 2010 году её величина была уточнена до 124,8 МВт.
В 1991 году после распада СССР бо́льшая часть сооружений ГЭС оказались в России, а левобережная дамба, левобережная струенаправляющая дамба и половина водосбросной плотины — на эстонской. Сооружения станции, находящиеся на территории Эстонии, были обращены в государственную собственность правительством Эстонии и переданы в аренду АО «Нарвские электростанции» (впоследствии компании Enefit Energiatootmine AS). В 2009 году «ТГК-1» обратилось в суд, оспаривая эти решения, мотивируя свою позицию тем, что водосбросная плотина является неделимым имущественным комплексом, находившимся до 1991 года на территории РСФСР, а также тем, что Нарвская ГЭС не была включена в список предприятий СССР, которые должны были быть переданы в подчинение эстонских министерств постановлением Верховного совета Эстонской Республики от 29 августа 1991 года. Несколькими судебными решениями в исковых требованиях было отказано.